# دادو كافالكانتي
دادو كافالكانتي (بالبرتغالية: Dado Cavalcanti) مواليد 15 يوليو 1981 في البرازيل، هو لاعب كرة قدم برازيلي سابق كان يلعب كمدافع.

## روابط خارجية
- دادو كافالكانتي على موقع قاعدة بيانات كرة القدم.إي يو (الإنجليزية)
- دادو كافالكانتي على موقع Soccerway.com (الإنجليزية)
- دادو كافالكانتي على موقع عالم كرة القدم.نت (الإنجليزية)